# Анжерер, Брижит
Брижи́т Анжере́р (фр. Brigitte Engerer; 27 октября 1952, Тунис — 23 июня 2012, Париж) — французская пианистка и педагог.

## Биография
Музыкой начала заниматься с 5 лет. Поступила в Парижскую консерваторию по классу фортепиано к Люсет Декав, где в 1968 г. в возрасте 15 лет по единодушному мнению жюри она получила первую премию по классу фортепиано.
В 1969 г. стала лауреатом Международного конкурса Маргерит Лонг и Жака Тибо и получила приглашение на стажировку в Московскую консерваторию в класс Станислава Нейгауза, где проучилась 9 лет.
Анжерер выступала с сольными концертами, преподавала в Парижской консерватории, участвовала в составе жюри в международных конкурсах.
Анжерер была замужем за писателем Ян Кеффелек, их дочь зовут Леонора. Позже она вышла замуж за Ксавье Фурто и у них родился сын Гарольд. Анжерер умерла от рака в Париже в 2012 году.

## Творческие контакты и концертная деятельность
Поворотным моментом в карьере Анжерер стало приглашение, поступившее от Герберта фон Караяна в 1980 году, сыграть с Берлинским филармоническим оркестром, а также принять участие в праздновании 100-летнего юбилея Берлинской филармонии в 1982 году. Затем последовали приглашения от Даниэля Баренбойма к участию в турне с Оркестром Парижа и от Зубина Меты для выступлений в Линкольн-центре в Нью-Йорке.
Среди её партнеров по сцене были такие музыканты, как Д. Герингас, Д. Ситковецкий, Е. Башкирова, А. Демаркет, Б. Березовский, А. Князев, О. Майзенберг и др.

## Награды и премии
- 6-я премия Конкурса Лонг и Тибо (Париж, 1969)
- 6-я премия V Конкурса им. П. И. Чайковского (Москва, 1974)
- 3-я премия Конкурса имени королевы Елизаветы в Бельгии (Брюссель, 1978)
- Кавалер ордена Почетного легиона
- Кавалер ордена «За заслуги»
- Командор Ордена литературы и искусств
- Член-корреспондент Академии художеств в составе Института Франции
- Почётная премия Виктуар де ля мюзик За заслуги перед музыкой (2011)

## Дискография
- Rachmaninov: Suite No. 1 for two pianos, Op. 5 & Suite No. 2 for two pianos, Op. 17 / Boris Berezovsky (piano) (Mirare 2008)
- Camille Saint-Saens: Piano Works (Mirare 2008)
- Souvenirs d’enfance (musique russe), texte de Yann Queffélec (Mirare 2008)
- L’invitation au Voyage (Debussy, Ravel, Duparc, Saint-saens, Massenet) / Henri Demarquette (cello) (Warner Classics 2007)
- Chopin: Nocturnes (2 CD) (Harmonia Mundi 2005)
- Brahms: Ein deutsches Requiem, Op. 45. Версия для двух фортепиано и хора / Sandrine Piau, Stephane Degout, Boris Berezovsky (piano), Laurence Equilbey (Naive 2004)
- Rachmaninov: Oeuvres pour deux pianos et piano à quatre mains / Elena Bashkirova, Oleg Maisenberg (Harmonia Mundi 2003)
- Grieg: Sonates pour violon et piano / Olivier Charlier (violon) (Harmonia Mundi 2002)
- Robert Schumann & Clara Schumann Piano Works (Harmonia Mundi 1996)
- Modeste Mussorgsky: Piano Works (Harmonia Mundi 1996)

и др.

## Фильмография
Анжерер стала основным прототипом Марии — героини фильма Я тебя съем (во Франции вышел на экраны 11 марта 2009 г.). Режиссёр — Софи Лалуа. Кроме того, Анжерер исполнила фрагменты классических произведений, использованных в фильме.